# Dimitar Kutrowski
Dimitar Kutrowski (bulgarisch Димитър Кутровски; englisch Dimitar Kutrovsky; * 27. August 1987 in Sofia) ist ein ehemaliger bulgarischer Tennisspieler.

## Karriere
Kutrowski konnte ab 2010 mehrere Titel bei Future-Turnieren gewinnen. Während er auf der zweitklassigen Challenger Tour keine größeren Erfolge erzielten konnte, gelang ihm auf der ATP World Tour im Februar des Jahres 2012 in San José eine Überraschung: Zunächst qualifizierte er sich erstmals für das Hauptfeld eines World-Tour-Events. Bei seinem Debüt gewann er, auch aufgrund einer glücklichen Auslosung, gleich seine ersten beiden Partien gegen die US-Amerikaner Dennis Lajola und Blake Strode. Erst im Viertelfinale unterlag er Ryan Harrison glatt in zwei Sätzen. Im Mai 2012 gab die ATP allerdings bekannt, dass bei Kutrowski die verbotene Substanz Methylhexanamin festgestellt worden war, die er laut eigener Aussage durch das Nahrungsergänzungsmittel Jack3D zu sich genommen hatte. Kutrowski wurde daraufhin für zwei Jahre gesperrt. Sämtliches seit Februar 2012 gewonnene Preisgeld musste er zurückzahlen, außerdem wurden ihm alle seitdem eroberten Weltranglistenpunkte aberkannt. Einem Einspruch Kutrowskis beim CAS wurde teilweise stattgegeben, sodass sich die Zeit der Sperre auf 15 Monate reduzierte. Nach Ablauf der Sperre im Mai 2013 nahm Kutrowski wieder an ersten Future-Turnieren teil, im September spielte er erstmals wieder ein Challenger in Napa. Er konnte in der Folgezeit einige Matches auf der Challenger-Ebene gewinnen und schaffte im Einzel sowie Doppel jeweils eine neue Höchstposition in der Tennisweltrangliste zu erreichen – Rang 293 in Einzel, Rang 234 im Doppel. Sein letztes Turnier spielte er 2015 beim Challenger in Charlottesville.
2016 gab er auf seiner Facebook-Seite seinen Rücktritt bekannt, nachdem er einen Job bei der University of Texas at San Antonio als Tennistrainer angenommen hatte.

### Davis Cup
Kutrowski wurde 2011 erstmals in die bulgarische Davis-Cup-Mannschaft berufen und bestritt die Begegnungen gegen Weißrussland und Zypern. Dabei konnte er von vier Einzelpartien zwei für sich entscheiden, während er bei seinem einzigen Einsatz im Doppel eine Niederlage hinnehmen musste. 2015 spielte er das letzte Mal im Davis Cup: Er gewann zwei Matches gegen Luxemburg und verlor eines gegen Ungarn. Seine Bilanz insgesamt war 8:6.